# Nazareth (Maastricht)
Nazareth est un quartier la commune de Maastricht, dans la province du Limbourg néerlandais.

## Toponymie
Nazareth porte le nom d'un ancien couvent et de sa ferme qui s'y trouvait.

## Géographie
Le quartier se situe entre la ligne Aix-la-Chapelle - Maastricht et l'autoroute A2. De l'autre côté de la voie ferrée se trouvent les quartiers de Limmel, Beatrixhaven et Meerssenhoven. De l'autre côté de l'autoroute se trouvent les quartiers de Wittevrouwenveld et Amby. Au sud, Nazareth jouxte le quartier de Wyckerpoort, et au nord la ville de Meerssen. La partie nord du district fait partie de la zone immobilière de Maastricht-Meerssen.

## Histoire
Le quartier Nazareth a principalement été construit entre 1953 et 1956.

## Patrimoine
La plupart des maisons longeant la Meerssenerweg sont antérieures à la construction du reste du quartier.
À l'après-guerre, le quartier de Nazareth comprend des maisons et appartements de faible hauteur. Les « appartements en dents de scie » (zaagtandflats) de 1953, le long de l'A2, sont un point de référence dans Maastricht.
L'église Antoine de Padoue a été construite de 1959 à 1961 par H. Groenendael. Il ne reste de l'église que son campanile.
Dans le nord du quartier se trouve la zone immobilière de Maastricht-Meerssen. Au Mariënwaard, des manoirs se succède tel que La Grande Suisse et La Petite Suisse (également appelée Villa Kanjel). Les deux maisons appartenaient à des descendants de Petrus Regout. La Grande Suisse date du XVIIIe siècle, La Petite Suisse a été construit en 1880 selon les plans de l'architecte aixois Wilhelm Wickop. Un peu plus loin, en face du château Vaeshartelt, la Villa Kruisdonk a également été construite en 1880 pour un descendants de Petrus Regout.

## Photographies

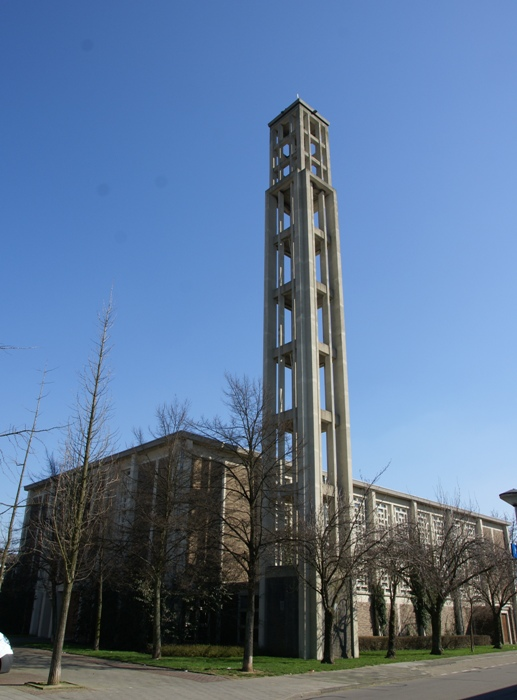
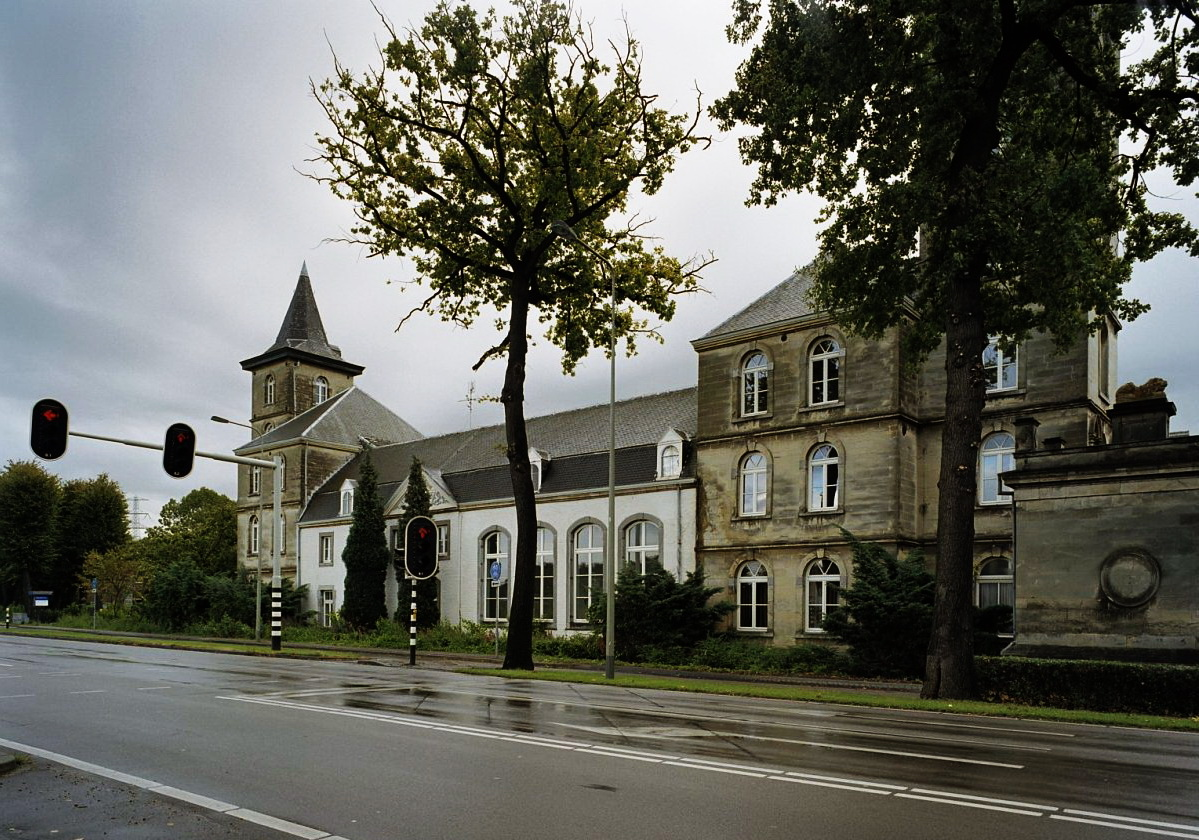
Mariënwaard
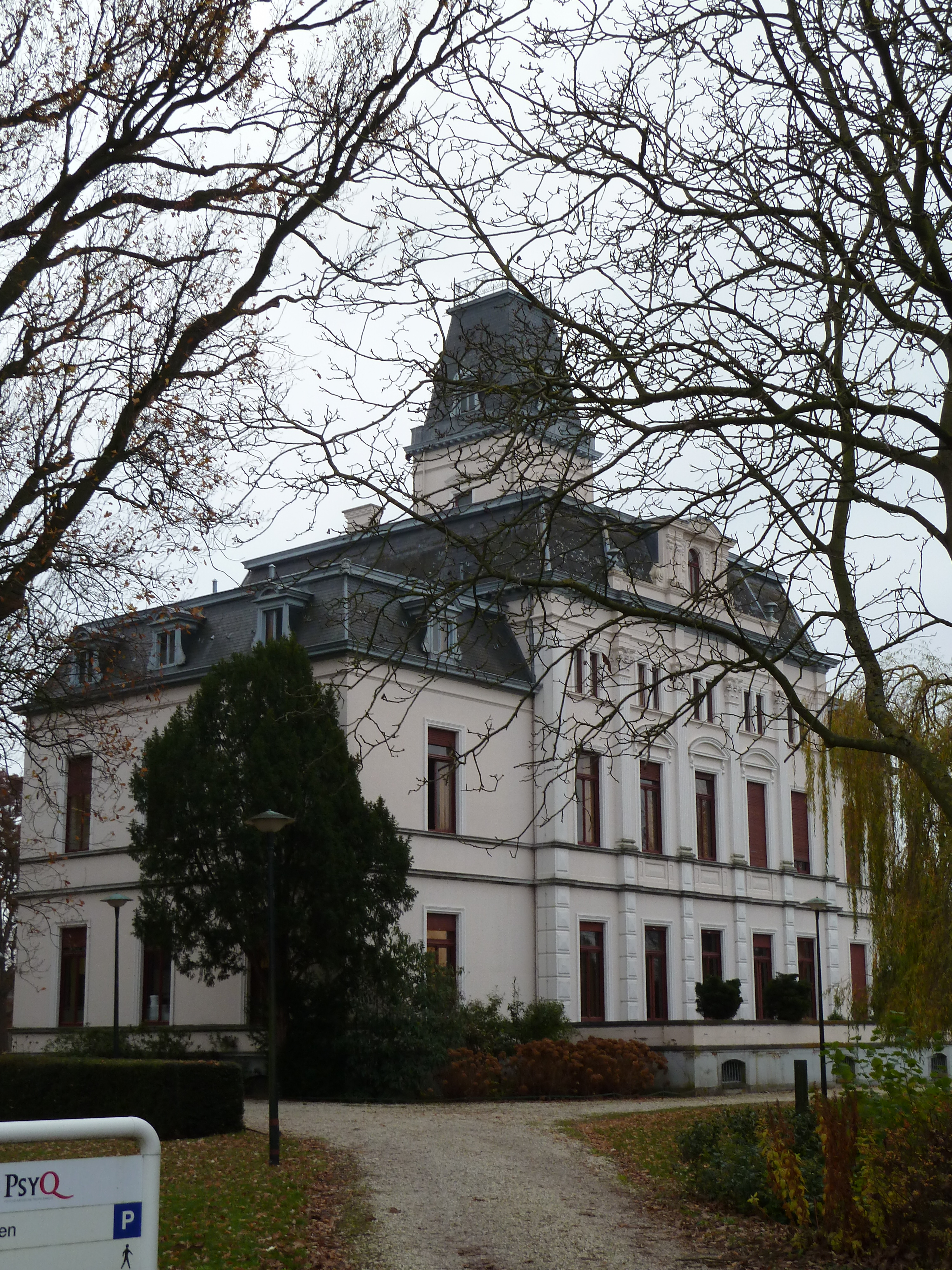
Villa Kanjel
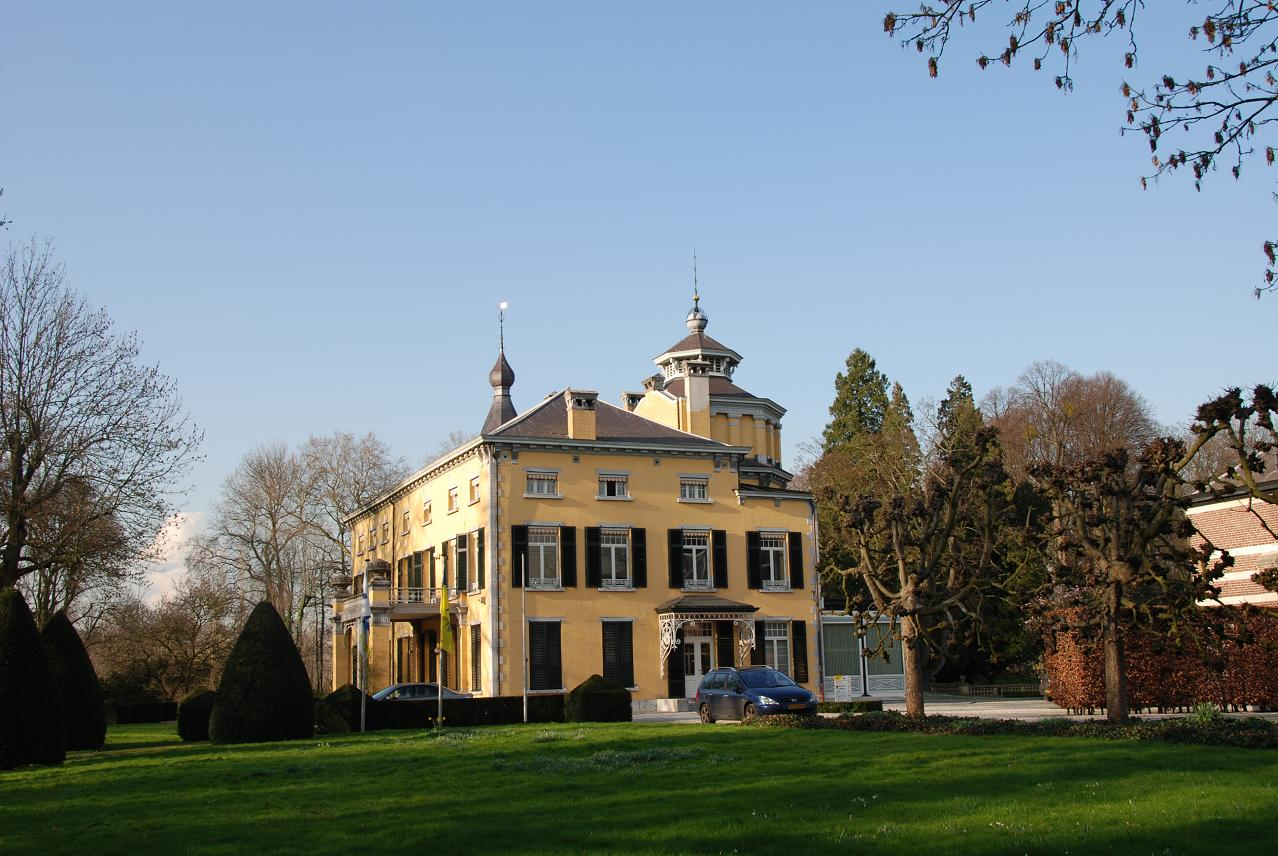
Villa Kruisdonk

## Sources
- (nl) Cet article est partiellement ou en totalité issu de l’article de Wikipédia en néerlandais intitulé « Nazareth (Maastricht) » (voir la liste des auteurs).